# Земная Империя (роман)
Земная Империя — научно-фантастический роман Артура Кларка, опубликованный в 1975 году.

## Сюжет
Малькольм Макензи — космический инженер, создал компанию по производству водорода на Титане и транспортировке его к орбитальным заправочным станциям. Титан — единственное космическое тело в Солнечной системе с достаточными запасами водорода и низкой гравитацией. Успех приводит Малькольма на должность главы правительства Титана. Из-за генетической мутации, дети Малькольма не являются жизнеспособными, поэтому он в возрасте 30 лет летит на Землю, где в генетической клинике создают его сына-клона Колина. Колин является точной копией своего отца, поэтому чтобы создать своего сына-клона Дункана, он тоже в возрасте 30 лет прилетал на Землю. Возраст 30 лет является предельным для них, всю свою жизнь они провели при низкой гравитации, после чего уже не могут вернуться на Землю. Все трое Макензи очень похожи между собой, понимают друг друга с полуслова, они работают в правительстве Титана и являются самой могущественной семьёй Титана.
Дункан в детстве дружил с талантливым, но импульсивным юношей Карлом, представителем другой влиятельной семьи Титана. Когда на Титане сделал остановку круизный корабль со студентами с Земли, они оба влюбились в девушку Калинди.
Дункану исполнилось 30 лет, и когда Макензи пригласили на празднование 500-летия США, семья решила воспользоваться шансом и делегировала его на Землю, чтобы он при этом обзавёлся наследником и решил экономические проблемы Титана, связанные с уменьшением закупок водорода из-за использования новых ракетных двигателей.
Перед отлётом Дункан наблюдает «воскового червя» — извержение лавы титанского вулкана и посещает бабушку, которая дает ему пентамино из титанита — редкого минерала с Титана, которого существует только несколько кусков.
Во время полета на Землю Дункан знакомится с принципом работы нового гравитационного двигателя, который не требует много топлива. Капитан корабля рассказывает ему, что сейчас человеческая цивилизация напоминает древнюю Британскую империю: с метрополией на Земле и удалёнными колониями в космосе, которые соединяются долговременными путешествиями космических кораблей и даже средствам связи требовалось несколько часов чтобы преодолеть это расстояние.
На Земле Дункан видит, что прежние технологические проблемы земляне решили законодательным ограничением численности населения и деурбанизацией. Жилые массивы и производство убраны под землю. Общество сосуществует в гармонии с природой, бережно относится к старым вещам. В моде стиль первой половины 20 века и более ранних времен. Существует глобальная информационная сеть с поиском и тройным дублированием информации. А на всех автодорогах разрешено только автоматическое управление.
К Дункану обращается антиквар Мандельштам, чтобы выяснить происхождение предложенного ему куска титанита. Поскольку новых находок не было зарегистрировано правительством Титана, Дункан подозревает в контрабанде Карла, который в последние годы проводил в экспедициях на дальних спутниках Сатурна. Он советует антиквару проследить за Калинди — возможным контактом Карла на Земле.
Калинди теперь вице-президент компании, которая для своих мероприятий подняла и реставрировала «Титаник».
Карла находят у Тегерана, где размещены антенны радиотелескопа для исследования дальнего космоса. Дункан и Карл встречаются на вершине одной из антенн, и в результате несчастного случая Карл погибает.
После смерти Карла, Дункан получает пароль его карманного компьютера и понимает, что тот контрабандой собирал средства на проект «Аргус» — увеличенную копию существующего радиотелескопа, которую планировалось разместить на удалённом спутнике Сатурна, где влияние солнечного ветра не будет мешать исследованиям в диапазоне длинных волн. Целью проекта был поиск внеземной жизни в облаке ионизированного газа в отдалении одной десятой светового года.
На Титан Дункан привозит сына — клона не себя, а погибшего Карла.
Книга — первая работа научной фантастики с изображением звездолета, использующего чёрную дыру как источник энергии.